# Tournoi d'ouverture du championnat du Guatemala de football 2010
Navigation
Saison précédente Saison suivante
Le Tournoi Apertura 2010 est le vingt-troisième tournoi saisonnier disputé au Guatemala.
C'est cependant la 70e fois que le titre de champion du Guatemala est remis en jeu.
Lors de ce tournoi, le CSD Municipal a tenté de conserver son titre de champion du Guatemala face aux onze meilleurs clubs guatémaltèques.
Chacun des douze clubs participant était confronté deux fois aux onze autres équipes. Puis les six meilleurs se sont affrontés lors d'une phase finale à la fin du tournoi.
Seulement une place était qualificative pour la Ligue des champions de la CONCACAF.

## Les 12 clubs participants
| \| Guatemala: CSD Comunicaciones CSD Municipal Universidad SC Guatemala CD Heredia Deportivo Malacateco Deportivo Marquense Deportivo Mictlán Guatemala Peñarol La Mesilla Deportivo Xinabajul Juventud Retalteca Deportivo Suchitepéquez Guatemala Xelaju MC Peñarol La Mesilla Deportivo Xinabajul \| Localisation des clubs. |
| Guatemala: CSD Comunicaciones CSD Municipal Universidad SC Guatemala CD Heredia Deportivo Malacateco Deportivo Marquense Deportivo Mictlán Guatemala Peñarol La Mesilla Deportivo Xinabajul Juventud Retalteca Deportivo Suchitepéquez Guatemala Xelaju MC Peñarol La Mesilla Deportivo Xinabajul                               |

Ce tableau présente les douze équipes qualifiées pour disputer le championnat 2010-2011. On y trouve le nom des clubs, le nom des stades dans lesquels ils évoluent ainsi que la capacité et la localisation de ces derniers.
| Club                    | Stade                            | Capacité | Ville          |
| CSD Comunicaciones      | Stade Mateo Flores               | 30 000   | Guatemala City |
| CD Heredia              | Stade Julián Tesucún             | 8 000    | San José       |
| Deportivo Malacateco    | Stade Santa Lucía                | 7 000    | Malacatán      |
| Deportivo Marquense     | Stade Marquesa de la Ensenada    | 10 000   | San Marcos     |
| Deportivo Mictlán (en)  | Stade La Asunción                | 3 000    | Asunción Mita  |
| CSD Municipal           | Stade Mateo Flores               | 30 000   | Guatemala City |
| Peñarol La Mesilla (en) | Stade Los Cuchumatanes           | 5 340    | Huehuetenango  |
| Juventud Retalteca      | Stade Óscar Monterroso Izaguirre | 8 000    | Retalhuleu     |
| Deportivo Suchitepéquez | Stade Carlos Salazar Hijo        | 12 000   | Mazatenango    |
| Universidad SC          | Stade de la Revolución           | 5 000    | Guatemala City |
| Xelaju MC               | Stade Mario Camposeco            | 11 000   | Quetzaltenango |
| Deportivo Xinabajul     | Stade Los Cuchumatanes           | 5 340    | Huehuetenango  |

## Compétition
Le tournoi Apertura se déroule de la même façon que les tournois saisonniers précédents, en deux phases :
- La phase de qualification : les vingt-deux journées de championnat.
- La phase finale : les matchs aller-retour allant des quarts de finale à la finale.

### Phase de qualification
Lors de la phase de qualification les douze équipes affrontent à deux reprises les onze autres équipes selon un calendrier tiré aléatoirement.
Les deux meilleures équipes sont qualifiées directement pour les demi-finales et les quatre suivantes pour les quarts de finale.
Le classement est établi sur le barème de points classique (victoire à 3 points, match nul à 1, défaite à 0).
Le départage final se fait selon les critères suivants :
- Le nombre de points.
- La différence de buts générale.
- Le nombre de buts marqué.

#### Classement
| Rang | Équipe                   | Pts | J  | G  | N  | P  | Bp | Bc | Diff |
| ---- | ------------------------ | --- | -- | -- | -- | -- | -- | -- | ---- |
| 1    | CSD Municipal T          | 38  | 22 | 11 | 5  | 6  | 40 | 22 | +18  |
| 2    | Deportivo Marquense      | 33  | 22 | 9  | 6  | 7  | 32 | 27 | +5   |
| 3    | CD Heredia               | 32  | 22 | 9  | 5  | 8  | 28 | 30 | -2   |
| 4    | CSD Comunicaciones       | 31  | 22 | 6  | 13 | 3  | 26 | 23 | +3   |
| 5    | Deportivo Mictlán (en) P | 31  | 22 | 9  | 4  | 9  | 15 | 18 | -3   |
| 6    | Deportivo Suchitepéquez  | 30  | 22 | 8  | 6  | 8  | 32 | 23 | +9   |
| 7    | Juventud Retalteca       | 30  | 22 | 7  | 9  | 6  | 28 | 25 | +3   |
| 8    | Xelaju MC                | 30  | 22 | 9  | 3  | 10 | 27 | 29 | -2   |
| 9    | Deportivo Xinabajul      | 27  | 22 | 8  | 3  | 11 | 22 | 29 | -7   |
| 10   | Universidad SC           | 27  | 22 | 7  | 6  | 9  | 28 | 36 | -8   |
| 11   | Deportivo Malacateco P   | 27  | 22 | 7  | 6  | 9  | 20 | 28 | -8   |
| 12   | Peñarol La Mesilla (en)  | 23  | 22 | 5  | 8  | 9  | 22 | 29 | -7   |

| Légende : Qualifications et relégations | Légende : Qualifications et relégations          |
| --------------------------------------- | ------------------------------------------------ |
|                                         | Qualifié pour les demi-finales                   |
|                                         | Qualifié pour les quarts de finale               |
|                                         | T Tenant du titre P Promu de la saison 2009-2010 |

#### Matchs
| Résultats (▼dom., ►ext.)                                   | Com | Her | Ret | Mal | Mar | Mic | Mun | Peñ | Suc | Uni | Xel | Xin |
| CSD Comunicaciones                                         |     | 4-1 | 1-1 | 1-1 | 2-2 | 1-1 | 1-4 | 1-0 | 1-1 | 2-1 | 1-1 | 3-2 |
| CD Heredia                                                 | 0-1 |     | 1-1 | 0-0 | 3-1 | 1-0 | 1-2 | 1-0 | 2-1 | 2-1 | 3-2 | 1-0 |
| Juventud Retalteca                                         | 1-1 | 3-1 |     | 1-0 | 3-0 | 0-0 | 1-1 | 1-1 | 1-0 | 2-3 | 2-1 | 1-2 |
| Deportivo Malacateco                                       | 1-1 | 0-3 | 3-1 |     | 1-2 | 1-0 | 3-2 | 0-0 | 1-0 | 2-1 | 1-0 | 2-1 |
| Deportivo Marquense                                        | 0-0 | 5-1 | 2-0 | 2-1 |     | 1-0 | 1-0 | 2-2 | 0-0 | 2-3 | 2-1 | 1-0 |
| Deportivo Mictlán (en)                                     | 1-0 | 2-0 | 1-2 | 1-0 | 1-0 |     | 1-3 | 1-0 | 1-0 | 1-0 | 0-1 | 1-0 |
| CSD Municipal                                              | 0-0 | 3-1 | 0-0 | 4-0 | 0-0 | 1-0 |     | 3-0 | 3-1 | 4-0 | 2-1 | 4-0 |
| Peñarol La Mesilla (en)                                    | 2-3 | 2-2 | 2-2 | 1-0 | 2-1 | 1-2 | 1-1 |     | 1-0 | 3-1 | 1-0 | 0-0 |
| Deportivo Suchitepéquez                                    | 0-0 | 1-1 | 0-2 | 0-0 | 4-3 | 4-0 | 3-2 | 2-0 |     | 7-0 | 2-1 | 4-2 |
| Universidad SC                                             | 1-1 | 0-0 | 2-1 | 1-1 | 1-1 | 0-0 | 4-1 | 3-1 | 1-1 |     | 2-0 | 1-0 |
| Xelaju MC                                                  | 1-1 | 2-1 | 2-1 | 3-2 | 2-1 | 1-1 | 1-0 | 2-1 | 0-1 | 2-1 |     | 3-2 |
| Deportivo Xinabajul                                        | 1-0 | 0-2 | 1-1 | 3-0 | 0-3 | 1-0 | 2-0 | 1-1 | 1-0 | 2-1 | 1-0 |     |
| - Victoire à domicile - Match nul - Victoire à l'extérieur |     |     |     |     |     |     |     |     |     |     |     |     |

### La phase finale
Les six équipes qualifiées sont réparties dans le tableau final d'après leur classement général, le deuxième affrontant lors des demi-finales le vainqueur du quart opposant le quatrième au cinquième et le premier affrontant le vainqueur du quart opposant le troisième au sixième.
En cas d'égalité sur la somme des deux matchs, c'est l'équipe ayant marqué le plus de buts à extérieur qui l'emporte puis une prolongation et une séance de tirs au but ont éventuellement lieu.

#### Tableau
|  |                         |                    |                         |               |                    |      |     |            |            |            |            |               |     |   |        |        |        |        |        |  |  |
|  | 1/4 de finale           | 1/4 de finale      | 1/4 de finale           | 1/4 de finale | 1/4 de finale      |      |     | 1/2 finale | 1/2 finale | 1/2 finale | 1/2 finale | 1/2 finale    |     |   | Finale | Finale | Finale | Finale | Finale |  |  |
|  |                         |                    |                         |               |                    |      |     |            |            |            |            |               |     |   |        |        |        |        |        |  |  |
|  |                         |                    |                         |               |                    |      |     |            |            |            |            |               |     |   |        |        |        |        |        |  |  |
|  |                         |                    |                         |               |                    |      |     |            |            |            |            |               |     |   |        |        |        |        |        |  |  |
|  |                         |                    |                         |               |                    |      |     |            |            |            |            |               |     |   |        |        |        |        |        |  |  |
|  |                         |                    |                         |               |                    |      |     |            |            |            |            |               |     |   |        |        |        |        |        |  |  |
|  | CSD Municipal           | (1)                | 3                       | 2             |                    |      |     |            |            |            |            |               |     |   |        |        |        |        |        |  |  |
|  | CSD Municipal           | (1)                | 3                       | 2             |                    |      |     |            |            |            |            |               |     |   |        |        |        |        |        |  |  |
|  |                         |                    | Deportivo Suchitepéquez | (6)           | 2                  | 0    |     |            |            |            |            |               |     |   |        |        |        |        |        |  |  |
|  | CD Heredia              | (3)                | Deportivo Suchitepéquez | (6)           | 2                  | 0    | 0   | 3          |            |            |            |               |     |   |        |        |        |        |        |  |  |
|  | CD Heredia              | (3)                |                         |               |                    |      |     |            |            |            |            |               |     |   |        |        |        |        |        |  |  |
|  | Deportivo Suchitepéquez | (6)                | 1                       | 3             |                    |      |     |            |            |            |            |               |     |   |        |        |        |        |        |  |  |
|  | Deportivo Suchitepéquez | (6)                | 1                       | 3             |                    |      |     |            |            |            |            | CSD Municipal | (1) | 1 | 2      | 0(3)   |        |        |        |  |  |
|  |                         |                    |                         |               |                    |      |     |            |            |            |            | CSD Municipal | (1) | 1 | 2      | 0(3)   |        |        |        |  |  |
|  |                         | CSD Comunicaciones | (4)                     | 1             | 2                  | 0(4) |     |            |            |            |            |               |     |   |        |        |        |        |        |  |  |
|  | CSD Comunicaciones      | CSD Comunicaciones | (4)                     | 1             | 2                  | 0(4) | (4) | 0          | 3          |            |            |               |     |   |        |        |        |        |        |  |  |
|  | CSD Comunicaciones      |                    |                         |               |                    |      | (4) | 0          | 3          |            |            |               |     |   |        |        |        |        |        |  |  |
|  | Deportivo Mictlán (en)  | (5)                | 1                       | 0             |                    |      |     |            |            |            |            |               |     |   |        |        |        |        |        |  |  |
|  | Deportivo Mictlán (en)  | (5)                | 1                       | 0             | CSD Comunicaciones | (4)  | 3   | 3          |            |            |            |               |     |   |        |        |        |        |        |  |  |
|  |                         |                    |                         |               |                    | (4)  | 3   | 3          |            |            |            |               |     |   |        |        |        |        |        |  |  |
|  |                         |                    | Deportivo Marquense     | (2)           | 0                  | 2    |     |            |            |            |            |               |     |   |        |        |        |        |        |  |  |
|  |                         |                    |                         |               |                    | 2    |     |            |            |            |            |               |     |   |        |        |        |        |        |  |  |
|  |                         |                    |                         |               |                    |      |     |            |            |            |            |               |     |   |        |        |        |        |        |  |  |
|  |                         |                    |                         |               |                    |      |     |            |            |            |            |               |     |   |        |        |        |        |        |  |  |
|  |                         |                    |                         |               |                    |      |     |            |            |            |            |               |     |   |        |        |        |        |        |  |  |

#### Quarts de finale
| Club               | Aller | Retour | Club                    | Commentaire |
| CD Heredia         | 0-1   | 3-3    | Deportivo Suchitepéquez |             |
| CSD Comunicaciones | 0-1   | 3-0    | Deportivo Mictlán (en)  |             |

#### Demi-finales
| Club                | Aller | Retour | Club                    | Commentaire |
| CSD Municipal       | 3-2   | 2-0    | Deportivo Suchitepéquez |             |
| Deportivo Marquense | 0-3   | 2-3    | CSD Comunicaciones      |             |

#### Finale
| Match aller | CSD Comunicaciones | 1:1 | CSD Municipal  | Stade Mateo Flores |  |
|             | Buteur inconnu     |     | Buteur inconnu |                    |  |

| Match retour | CSD Municipal    | 2:2 | CSD Comunicaciones | Stade Mateo Flores |  |
|              | Buteurs inconnus |     | Buteurs inconnus   |                    |  |
|              | Tirs au but 3:4  |     |                    |                    |  |

## Bilan du tournoi
| Tournoi d'ouverture du championnat de football du Guatemala 2010   |                    |
| Champion                                                           | CSD Comunicaciones |
| Dauphin                                                            | CSD Municipal      |
| Qualifications continentales                                       |                    |
| Ligue des champions 2011-2012 (Phase de groupes/Tour préliminaire) | CSD Comunicaciones |

## Statistiques

### Buteurs
| Rang | Nom               | Équipe                  | Buts |
| 1    | Guillermo Ramírez | CSD Municipal           | 13   |
| 1    | Henry Hernández   | CD Heredia              | 13   |
| 1    | Andy Herron       | Universidad SC          | 13   |
| 4    | Mario Rodríguez   | CSD Municipal           | 11   |
| 5    | Israel Silva      | Xelaju MC               | 9    |
| 6    | Martín Crossa     | Xelaju MC               | 8    |
| 6    | Evandro Ferreira  | Deportivo Suchitepéquez | 8    |
| 6    | Óscar Isaula      | Deportivo Malacateco    | 8    |
| 6    | Johnny Ruiz       | Deportivo Marquense     | 8    |
| 10   | 3 joueurs         | 3 joueurs               | 7    |